# Renault 4CV

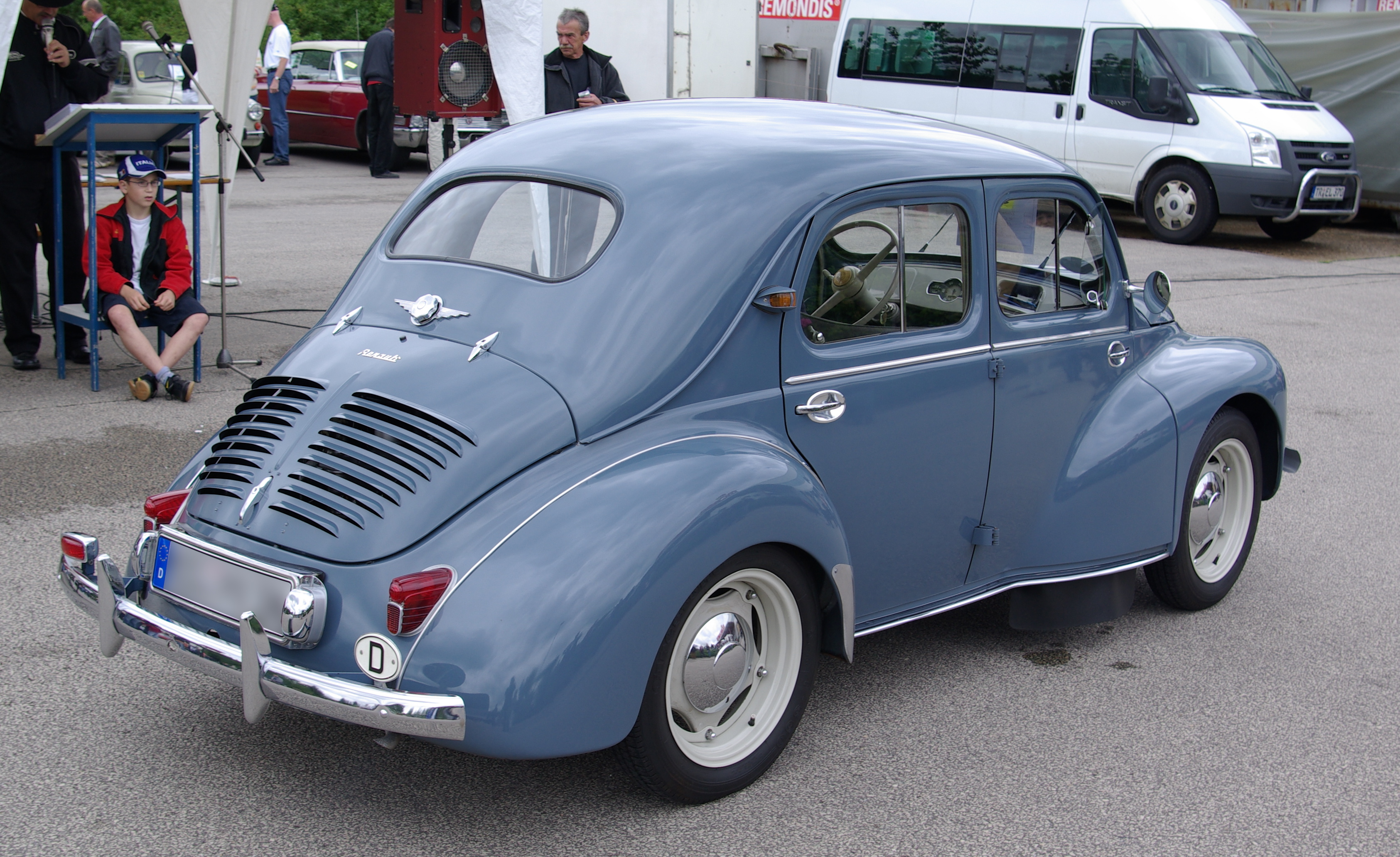
Heck

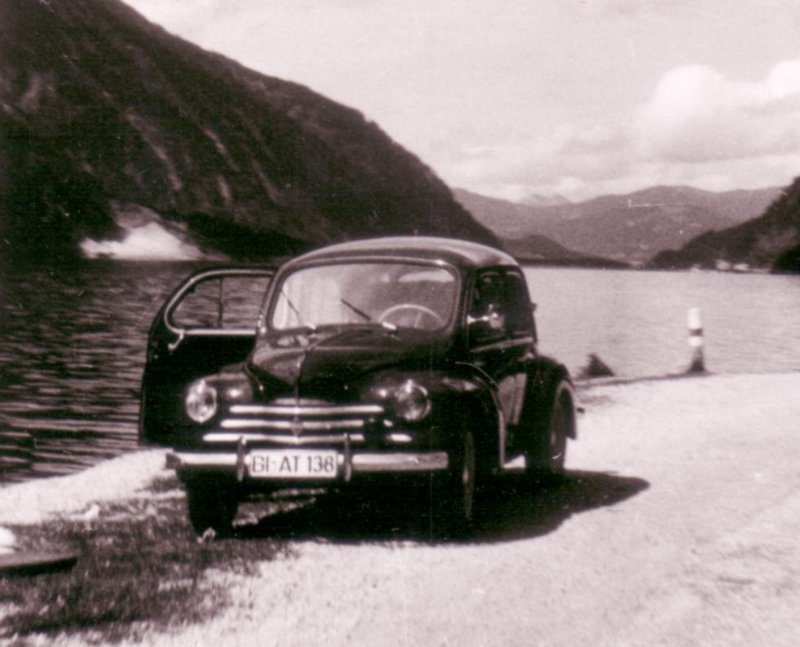
Renault 4CV (BI-AT 138) auf der Achenseestraße, Sommer 1957

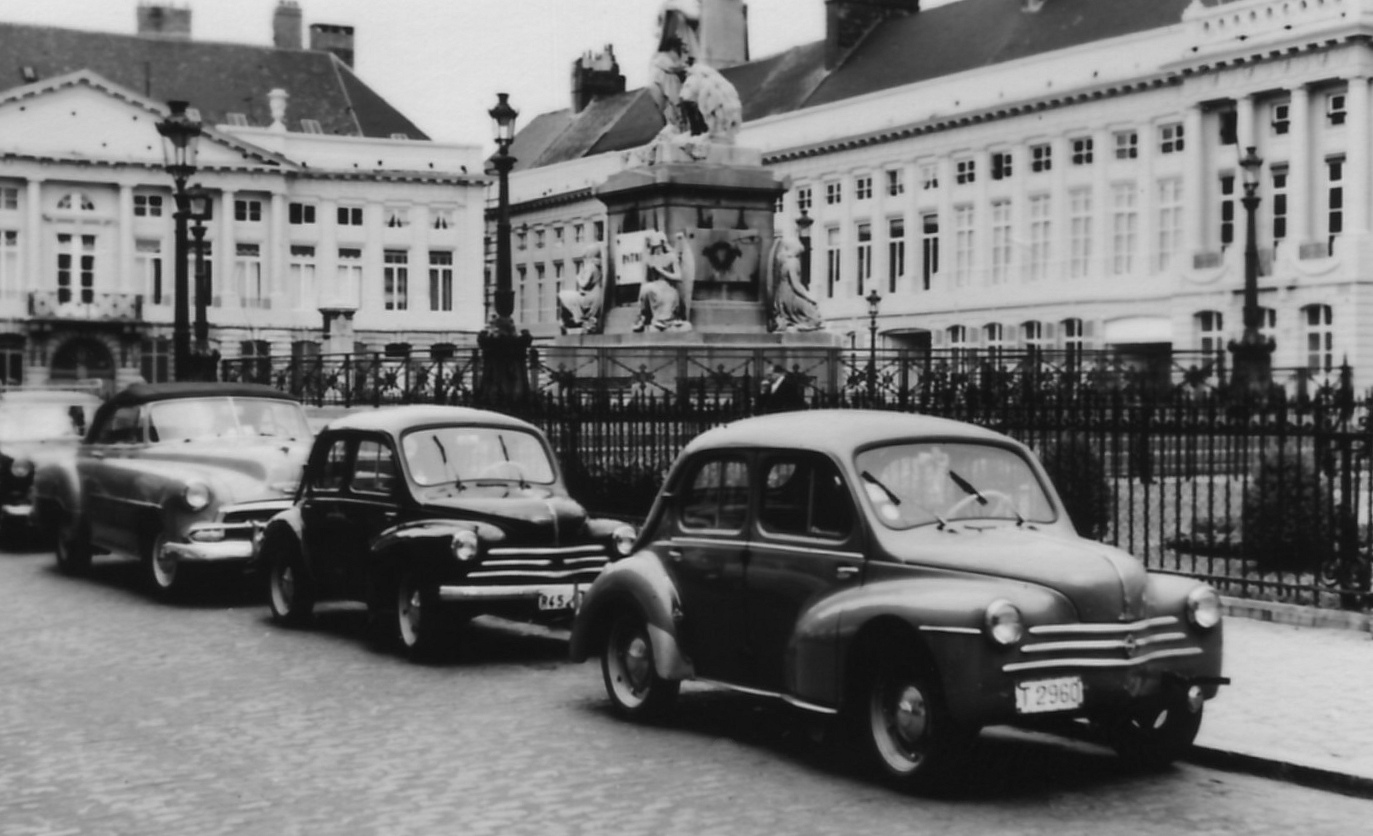
Zwei 4CV in Brüssel, 1958

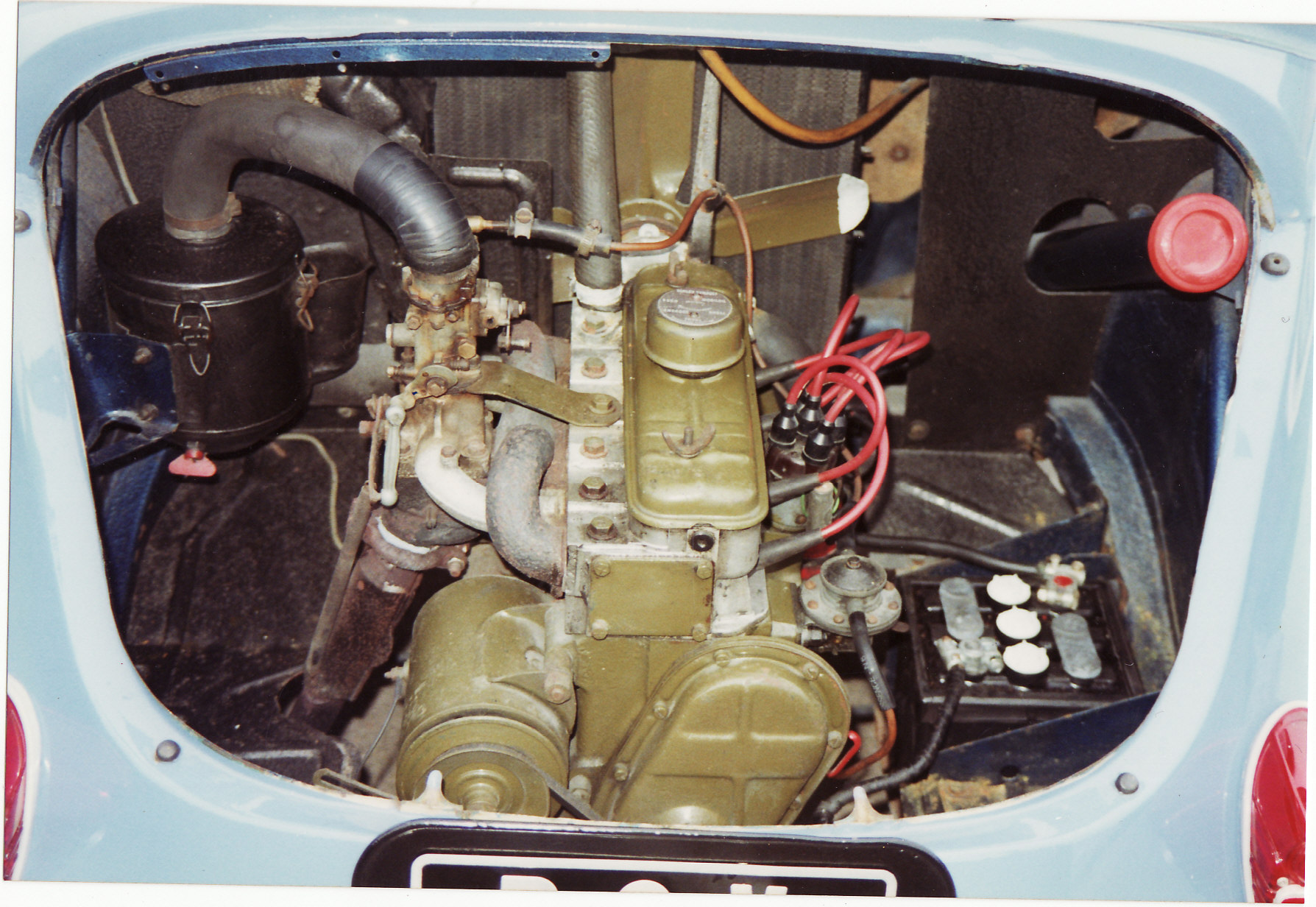
Längs eingebauter 750-cm³-Motor mit Wasserkühler hinter der Rücksitzlehne, 1960

Der Renault 4CV war ein viertüriger Pkw mit Heckantrieb, den Renault von 1946 bis 1961 baute. Insgesamt kamen 1,1 Millionen Fahrzeuge zur Auslieferung. Der eigens für dieses Modell neu entwickelte wassergekühlte Vierzylinder-Reihenmotor („Ventoux“- bzw. „Billancourt“-Motor) wurde noch bis 1984 im Renault 5 verwendet.

## Geschichte
Der Renault 4CV wurde ab 1942 im besetzten Frankreich heimlich entwickelt, weil unter dem Druck der deutschen Besatzungsmacht das Vichy-Regime die Entwicklung und Produktion ziviler Kraftwagen verboten hatte. Nach erfolgreichen Vorarbeiten, geleitet von Fernand Picard und Charles-Edmond Serre, konnten bereits im November 1945 die Tests der Prototypen beginnen. Offiziell präsentiert wurde das Fahrzeug im Oktober 1946 auf dem Salon de l’Automobile in Paris. Die Bezeichnung 4CV steht, wie beim Citroën 2CV, für die französische Steuerklasse „CV“.
Zur Produktion der ersten Serienfahrzeuge verwendete Renault die noch im Werk vorhandenen Restposten an Tarnfarbe des früheren Deutschen Afrikakorps. Wegen der Form und dieser sandbeigen Farbe erhielt das Auto in Frankreich den Spitznamen „Motte de Beurre“ (Butterklumpen). Der deutsche Spitzname „Cremeschnittchen“ stammte ursprünglich aus dem Saarland, wo bis 1959 eine Zollunion mit Frankreich bestand und der 4CV etwa drei Viertel aller Zulassungen ausmachte. Fahrzeuge aus der Bundesrepublik Deutschland hätten verzollt werden müssen. In der Deutschschweiz nannte man das Auto allgemein „Renault Heck“.
Der 4CV hat wie der VW-Käfer einen Vierzylinder-Heckmotor, anders als dieser aber keinen luftgekühlten Boxer-, sondern einen wassergekühlten Reihenmotor.
Die Serienproduktion begann 1947 im Renault-Werk Billancourt auf der Île Seguin bei Paris und lief bis 1961. Als Lizenzbau fertigte FASA den Wagen im spanischen Valladolid, wobei in Frankreich vorgefertigte Teile montiert wurden. Ebenfalls in Lizenz baute ab 1953 der japanische Hersteller Hino Jidōsha das Auto als Hino 4CV.
Zusammen mit dem Citroën 2CV avancierte der Renault 4CV zur französischen Variante des VW Käfer. Beide waren einfache Konstruktionen, die in den 1950er Jahren die Massen in Frankreich motorisierten. Sie hatten sogar – im Gegensatz zum Volkswagen – vier Türen. Alle waren an der B-Säule angeschlagen, daher hatte der 4CV vorne sogenannte Selbstmördertüren.
Auch in den Benelux-Staaten prägte der 4CV seinerzeit das Straßenbild. Seitdem der Wagen ab 1957 auch im spanischen Valladolid gefertigt wurde, setzte er sich auch auf der Iberischen Halbinsel durch. Wegen der starken Nachfrage nach Kleinwagen wurde der 4CV nicht in die USA exportiert, das geschah erst mit der seit 1956 parallel gebauten Renault Dauphine, die wesentlich „amerikanischer“ aussah. Sozusagen im Schlepptau der Dauphine schafften es dann jedoch noch ca. 15.000 Stück 4CV in die USA; die meisten Käufer waren ehemals in Frankreich stationierte amerikanische Soldaten.
Der „Kattschewo“ (quatre chevaux; dt. 4 PS) hatte von 1948 an serienmäßig Gürtelreifen (Michelin X). Während des Produktionszeitraums wurde der Wagen nur wenig verändert, so gab es 1955 ein anderes Armaturenbrett, die Motorleistung wurde von 17 PS (13 kW) auf 19,5 PS (14 kW) erhöht und ein Anlasser mit Magnetschalter eingebaut. 1957 wurden die charakteristischen „Sternfelgen“ (jantes étoiles) zugunsten herkömmlicher Stahlscheibenräder aufgegeben. Der Wagen hatte jetzt 21 PS (15 kW) und konnte mit Heizung bestellt werden. 1959 wurde die Leistung des Motors auf 26 PS (19 kW) erhöht, 1961 bekamen die „Abschiedsmodelle“ Kurbelfenster vorn statt Schiebefenstern.
Im April 1954 wurde die halbe Million gefeiert und Ende 1958 erreichte der 4CV als erster Renault die Grenze von einer Million. Allerdings gingen zu der Zeit die Verkaufszahlen schon nach unten. Mit Ende der letzten Schicht vor den Werksferien im Juli 1961 lief der letzte 4CV vom Band; laut offiziellen Werksangaben waren es bis dahin 1.105.547 Wagen. Das Konzept des Heckantriebs führte Renault in den späteren Modellen Dauphine und R8/R10 weiter. Motor, Getriebe und Lenkung des 4CV wurden ab 1961 in seinem frontgetriebenen Nachfolger R4 weiterverwendet.

## Technik
Der wassergekühlte Vierzylinder-Reihenmotor hat 760 bzw. 747 cm3 Hubraum und eine dreifach gelagerte Kurbelwelle sowie hängende Ventile und eine seitliche Nockenwelle, die über ein Stirnradgetriebe angetrieben wird. Der Motorblock aus Grauguss ist mit nassen Zylinderlaufbuchsen und einem Zylinderkopf aus einer Aluminiumlegierung versehen. Die Pleuelaugen sind schräg geteilt. Die Motorleistung ist mit 21 PS (15,4 kW) bei 4000/min angegeben.
Mit dem Dreigang-Schaltgetriebe erreicht er – je nach Produktionszeit bzw. Motorleistung – eine Höchstgeschwindigkeit von 100 km/h. 1959 wurde der Motor in der DDR auf dem Prüfstand getestet. Die Versuche ergaben, dass der Motor einen guten elastischen Verlauf der Kraftentfaltung hat, was den Verzicht auf eine vierte Schaltstufe rechtfertigt. Beanstandet wurde, dass er im gesamten Betriebsbereich mit Kraftstoffüberschuss arbeitet und daher einen hohen spezifischen Kraftstoffverbrauch hat.
Schalt- und Differentialgetriebe sind in einem gemeinsamen Gehäuse vor der Hinterachse. Von dort wird die Kraft auf die hintere Pendelachse übertragen. Die Vorderräder haben eine Zahnstangenlenkung und sind einzeln an Doppelquerlenkern aufgehängt. Rundum gibt es hydraulisch betätigte Trommelbremsen.

## Varianten
Vom 4CV gab es eine kleine Serie mit Faltdach, den Décapotable (wortwörtlich: Haube abnehmbar).

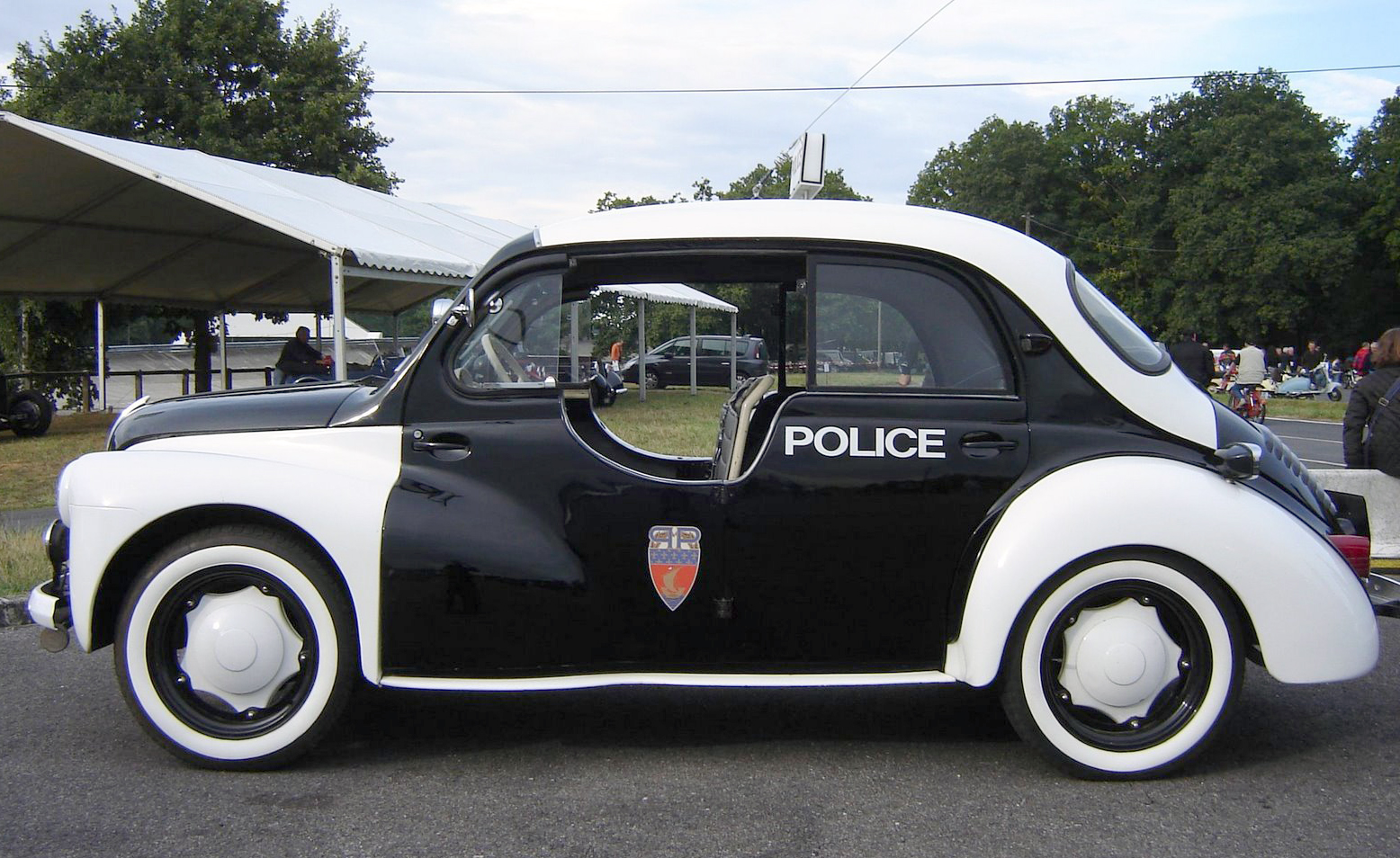
4CV der Police-Secours in Sonderausführung, von der B-Säule gibt es nur den unteren Teil.

Die französische Gendarmerie in den Großstädten hatte zum schnellen Eingreifen für Überfallkommandos eine dunkelblau-weiß lackierte Sonderausführung mit 33-PS-Motor und wesentlich größerer Heckscheibe.
Eine Sparversion war das Modell Affaires, es hatte keinerlei Chrom, Sitze, die wie Liegestühle bespannt waren, und noch nicht einmal ein Zündschloss mit Schlüssel.
Als Modell Commerciale hatte das Auto keine Rücksitze und einen unverkleideten Fond als Laderaum. Wegen der durch den Heckmotor bedingten schwierigen Belademöglichkeit fand es aber wenig Käufer. Alternativ dazu bot Renault unter der Bezeichnung Juvaquatre einen Kombi/Lieferwagen mit Frontmotor an, eine Konstruktion aus den 1930er Jahren, der 1954 das Interieur und den vorn eingebauten Motor des 4CV erhielt. Der Juvaquatre wurde bis 1960 gebaut.
Das französische Karosseriebauunternehmen Chapron hat einige Renault 4CV zu Voll-Cabriolets mit moderner Linienführung umgebaut und bei Brissonneau & Lotz entstand von 1955 bis 1959 das Cabriolet Brissonneau 4CV.
Bis Mitte der 1950er Jahre nahmen die 4CV an Rennen teil, es gab zahlreiche Umbauten als Rennversionen.

## Rennsiege
- 1949: Sieger der Rallye Monte Carlo in der Klasse bis 1100 cm³
- 1951: Sieger des 24-Stunden-Rennens von Le Mans in seiner Klasse[5]
- 1952: Sieger der Mille Miglia in seiner Klasse

## Bemerkenswertes
Der gewissermaßen gemeinsame Nachfolger des 4CV und des Juvaquatre, wobei Letzterer von 1956 ohnehin nur noch als Kombi („Dauphinoise“) angeboten wurde, war 1961 mit dem Renault 4 (R4) ein Fahrzeug, das Pkw und Kombi zugleich war. Mit diesem Wagen begann die Ära der frontgetriebenen Fahrzeuge bei Renault. Die Konstrukteure wählten die seit den 1930er Jahren verbreitete Anordnung mit dem Getriebe vor und dem Motor hinter der Vorderachse und konnten dadurch den Heckantriebsblock des 4CV zu einem großen Teil für den R4 übernehmen.
Der spanische Automobilkonzern FASA produzierte den Renault 4CV in Lizenz, um ihn auf der Iberischen Halbinsel als Renault 4/4 zu vermarkten. Zwischen 1953 und 1959 wurden 26.294 Einheiten des 4/4 produziert. Wesentliches optisches Unterscheidungsmerkmal zum französischen Original waren sechs chromgefasste Öffnungen am Heck links neben dem Kennzeichen. Sie dienten der zusätzlichen Belüftung und waren in zwei horizontalen Reihen mit je drei Zügen angebracht.

## Rezension
„Die Sensation des ‚Salons‘ aber ist der französische Heckmotor-Kleinwagen ‚Renault 4 C V‘. Bei einem Preis von 14.000 S und einem Benzinverbrauch von nur sechs Liter auf 100 Kilometer ist dieser Viersitzer wohl der billigste und sparsamste Wagen der ganzen Ausstellung.“